# Jacques-Marie Bardintzeff
Jacques-Marie Bardintzeff, né le 30 décembre 1953 à Grenoble en France, est un volcanologue et universitaire français.

## Biographie

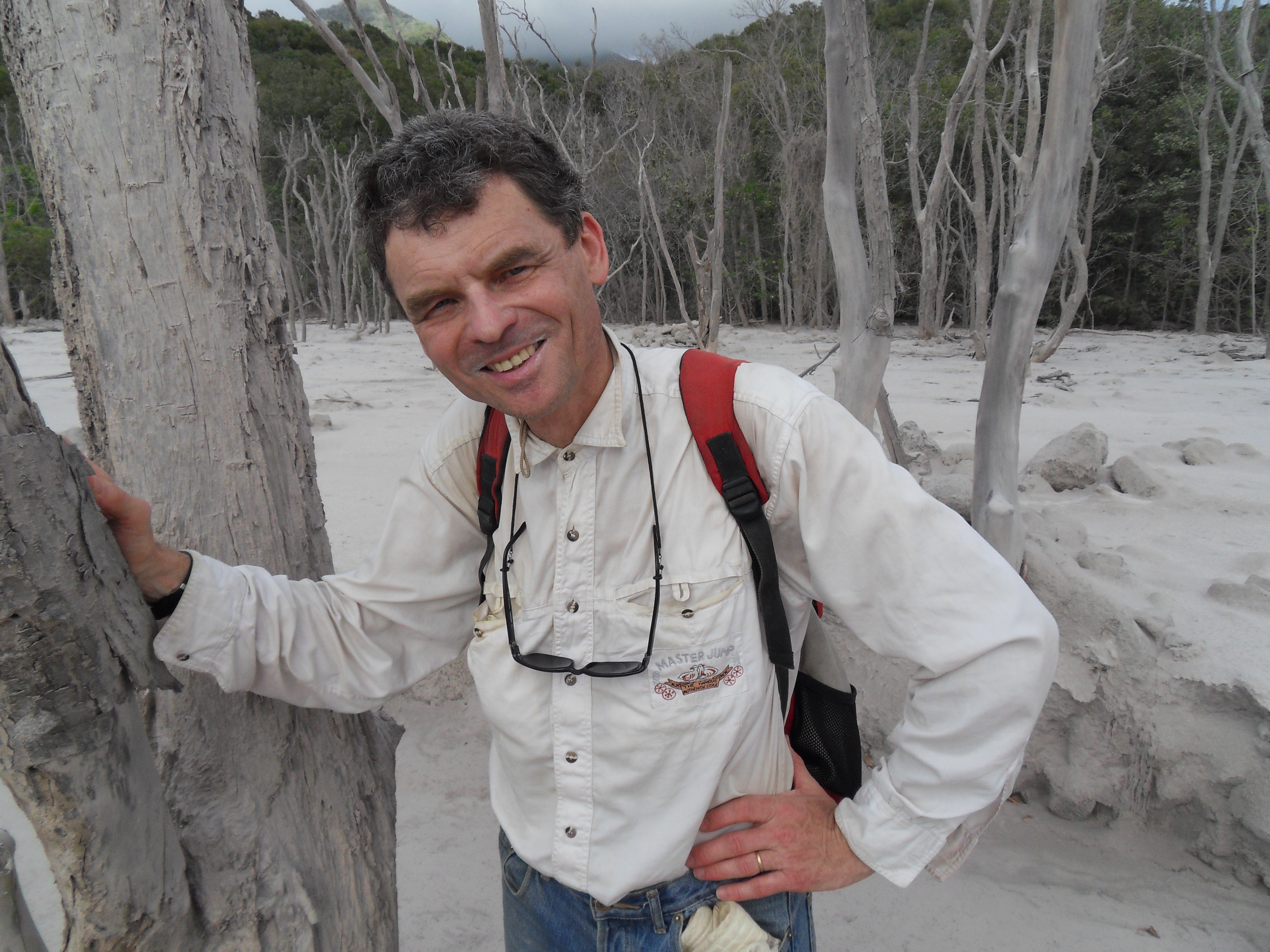
J.M. Bardintzeff à la Soufrière Hills de Montserrat (Antilles).

Né à Grenoble, Jacques-Marie Bardintzeff y effectue sa scolarité au lycée Emmanuel-Mounier, puis au lycée du Parc à Lyon, et à l'École normale supérieure de Saint-Cloud entre 1973 et 1977. Il est professeur agrégé en 1977 et docteur d'État en volcanologie en 1985. Il est professeur à l'Université Paris-Saclay sur le campus d'Orsay.
Outre son travail de recherche et d'enseignement, il est aussi l'auteur ou le coauteur de plus de 400 publications et communications scientifiques, ainsi que plus d'une vingtaine d'ouvrages scientifiques ou de vulgarisation sur les volcans.
Rédacteur en chef puis directeur de la publication de la revue Géochronique, il a également participé à plusieurs projets encyclopédiques (Encyclopédie Hachette, Petit Larousse).

### Distinctions
- Il reçoit la légion d'honneur des mains de Mme la Doyenne du campus d'Orsay, Sylvie Retailleau, le 29 novembre 2013, pour ses travaux de volcanologie.
- Prix Furon de la Société géologique de France, 1992.
- Prix des Sciences de la Terre (en équipe) de l'Académie Bulgare des Sciences, 2000.
- A d'Or de l'Aventure, Festival de l'Aventure, Les Angles (66210), 2006.

### Activités scientifiques
- Spécialiste des volcans actifs et des dynamismes éruptifs (Antilles, Amérique Centrale, Indonésie, Grèce, Cameroun) ;
- des risques naturels ;
- des îles volcaniques (Kerguelen, Polynésie) ;
- du volcanisme ancien (Bulgarie, Madagascar, Turquie, Iran, Libye) ;
- des analogues planétaires (Islande, Mars).

## Publications
(Ouvrages grand public uniquement).
- Volcans et magmas, Le Rocher, 1986 (ISBN 2-268-00492-9 et 978-2-268-00492-1, OCLC 23128936).

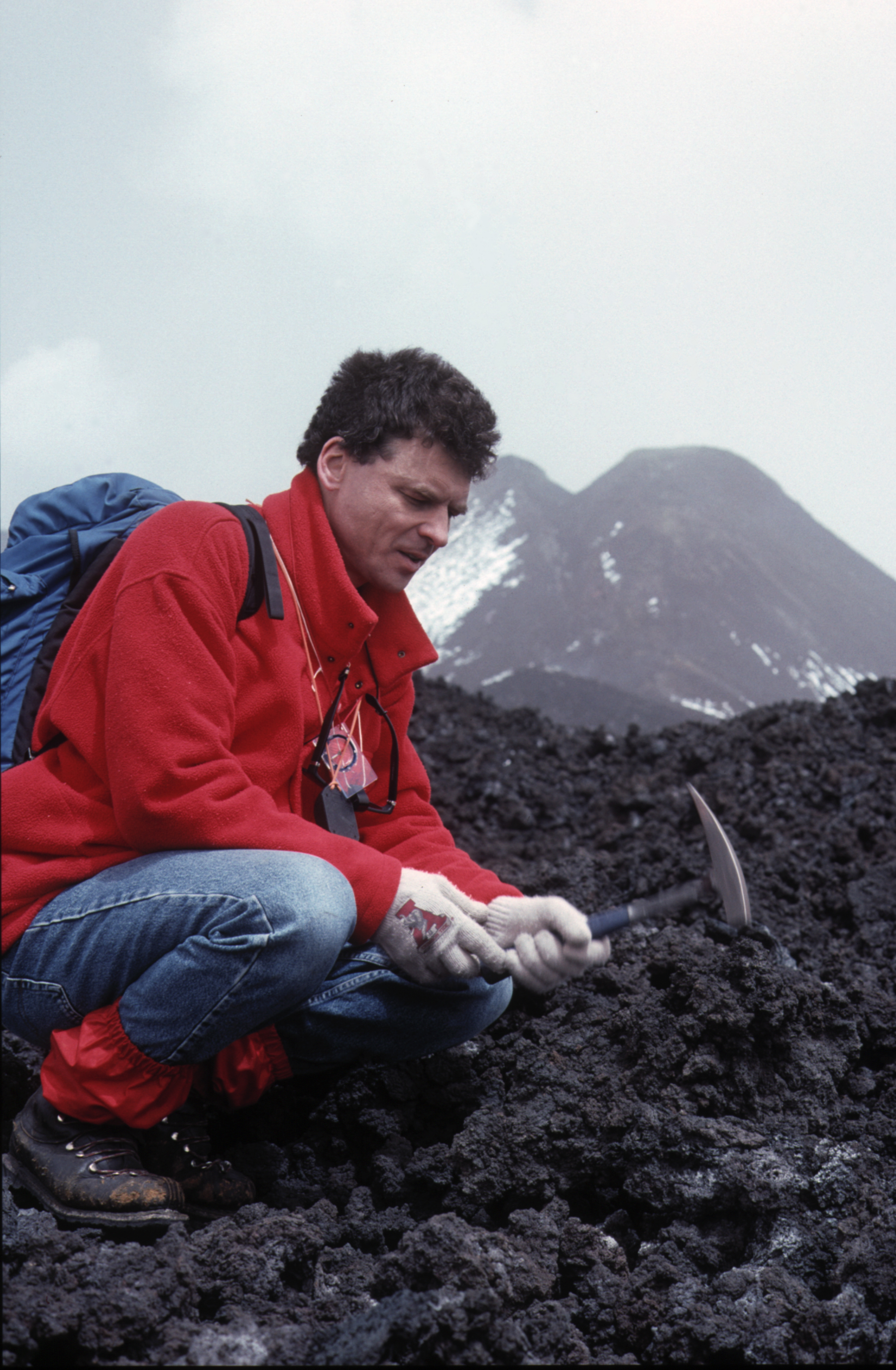
J.M. Bardintzeff prélevant un échantillon de lave sur l'Etna.

- Volcanologie, Masson, 1991 ; 2e, 3e, 4e, 5e et 6e édition Dunod, 1998, 2006, 2011, 2016 et 2021 (traduit en allemand, 1999 ; traduit et adapté en anglais/américain avec A.R. Mc Birney, 2000).
- L'Homme et… les volcans, Le Léopard d'Or, Muséum de Lyon, 1991.
- Enseigner la géologie au collège et au lycée (en collaboration) Nathan, 1992.
- Volcans et tremblements de terre, Rouge & or, 1993 (ISBN 2-09-484920-1 et 978-2-09-484920-8, OCLC 37275919).
- Volcans, Armand Colin, 1993.
- Réussir le Capes et l'agrégation des sciences de la vie et de la Terre (avec J.P. Dubacq et J.C. Baehr), Masson, 1995, 2e édition, 1998.
- Volcans et séismes, coll. En savoir plus, Hachette, 1995 et 1998 (ISBN 2-01-166662-7 et 978-2-01-166662-8, OCLC 36301013), (traduit en taiwanais, 1997 et en chinois, 1999).
- Connaître et découvrir les volcans, Éditions Liber, 1997.
- Les volcans, Minerva, 2004 (ISBN 2-8307-0755-9 et 978-2-8307-0755-7, OCLC 56406581)
- Le Quaternaire : géologie et milieux naturels, (en collaboration, sous la direction de J. Riser), Dunod, 1999 (ISBN 2-10-004100-2 et 978-2-10-004100-8, OCLC 42798496), traduit en anglais, 2002.
- Vocation volcanologue, Delachaux et Niestlé, coll. « Les sentiers du naturaliste », 2000 (ISBN 978-2603011911).
- L'ABCdaire des volcans, Flammarion, 2001 (ISBN 2-08-010664-3 et 978-2-08-010664-3, OCLC 319912452), (traduit en italien, 2003).
- Le volcanisme : cause de mort et source de vie, (en collaboration, sous la direction de P. de Wever), Vuibert, 2003 (ISBN 2-7117-5293-3 et 978-2-7117-5293-5, OCLC 401756251).
- Volcans, Le Chêne, 2007 avec Olivier Grunewald (traduit en allemand, 2009 et en russe, 2013).
- Volcanologue de la passion à la vocation, Vuibert, 2009 (ISBN 978-2-7117-2502-1 et 2-7117-2502-2, OCLC 495417051).
- Le grand livre des volcans du monde, séismes et tsunamis, Orphie, 2010, 2e édition, 2015 (ISBN 978-2-87763-551-6 et 2-87763-551-1, OCLC 690372036).
- Les volcans et leurs éruptions, Le Pommier, dl 2013 (ISBN 978-2-7465-0659-6 et 2-7465-0659-9, OCLC 851921681), (traduit en coréen, 2011 et en chinois, 2017).
- Le volcan se réveille, Le Pommier, coll. « Pom. Les Albums », 2012 (traduit en arabe, 2016), 48 p. (ISBN 978-2-7465-0638-1 et 2-7465-0638-6).
- Litchi dans l'espace, Le Pommier, coll. « Pom. Les Albums », 2013 (traduit en arabe, 2016), 48 p. (ISBN 978-2-7465-0696-1 et 2-7465-0696-3).
- Les volcans, Gründ, coll. « Pour les nuls », 2014, 43 p. (ISBN 978-2-324-00689-0 et 2-324-00689-8).
- À la découverte des volcans d'Auvergne, La vache qui lit, 2015, 36 p. (ISBN 978-2-9531888-8-2) 2e édition, 28 p, 2017.
- Volcanologue, Éditions L'Harmattan, 2017, 180 p. (ISBN 978-2-343-12326-4, lire en ligne ).

## Filmographie
- Risques VS Fictions no 9, une analyse de certains aspects du film Volcano par J.-M. Bardintzeff[4].

## Émissions

### Télévision
- Participation à l'émission Ushuaïa Nature avec Nicolas Hulot (TF1, Indonésie 1999, Hawaï 2002, Éthiopie 2005, Mexique 2008).
- Participation à l'émission Les Aventuriers de la Science avec Élise Lucet (France 3, Italie 2000).
- Émissions sur M6 avec Mac Lesggy (3 émissions, 2005-2011).
- Participation à l'émission Science 2 avec Igor et Grichka Bogdanoff (France 2, 2009).
- Émissions C dans l'air avec Yves Calvi (France 5, 3 émissions, 2010-2012).
- Participation à l'émission Vu du ciel avec Yann Arthus-Bertrand (France 3, Italie 2011).
- Participation à l'émission Objectif Mont-Blanc, sur les traces d'un géant (Arte, 2015)[5].
- Participation à l'émission Folie Passagère avec Frédéric Lopez (France 2, 2016).
- Invité régulier en période de Noël sur le plateau de France 3 Alpes, 18 émissions, 1994-2014.
- Invité régulier de TéléGrenoble Isère, 9 émissions, 2007-2019.
- Émissions L'info du vrai avec Yves Calvi (Canal+, 22 mars 2021, 16 avril 2021).
- Participation à l'émission C à vous présentée par Anne-Élisabeth Lemoine (France 5, 15 novembre 2023).

### Radio
- Invité à l'émission de radio La Tête au carré avec Mathieu Vidard (France Inter, 8 émissions, 2007-2022).
- Invité à l'émission de radio Les P'tits Bateaux avec Noëlle Bréham (France Inter, depuis 2010).
- Invité sur France Inter (Brigitte Vincent, Denis Cheissoux, Fabienne Chauvière), France Info (Marie-Odile Monchicourt), RTL (Jean-Pierre Foucault, Harry Roselmack, Philippe Bouvard), Europe 1 (Yves Calvi, Catherine Chabaud, Thomas Sotto), Radio Suisse Romande (Nancy Ypsilantis).
- Invité régulier de France Bleu Isère, Grenoble, 1987, puis 20 émissions, 2002-2023.
- Invité régulier de Radio Passion, Uriage-les-Bains, 30 émissions, 2000-2021.